# Thlaspi trinervium
Thlaspi trinervium är en korsblommig växtart som först beskrevs av Dc., och fick sitt nu gällande namn av Mozaff. Thlaspi trinervium ingår i släktet skärvfrön, och familjen korsblommiga växter. Inga underarter finns listade i Catalogue of Life.